# 贾拉勒丁·阿卜杜勒·拉希姆
贾拉勒丁·阿卜杜勒·拉希姆（1906年7月27日—1977年）。是一位孟加拉人出身的巴基斯坦共产主义者和政治哲学家，他是民主社会主义政党巴基斯坦人民党的创始成员之一。 他也是巴基斯坦人民党的第一位總書記，担任第一位国防生产部部长。
作为一名孟加拉公务员，阿卜杜勒·拉希姆是一位哲学家，他作为他的导师提供政治指导，并在時任巴基斯坦總統阿尤布·汗将布托纳入内阁时帮助布托度过了官僚机构的雷区。 阿卜杜勒·拉希姆还在布托被罢免巴基斯坦外交部长后指导布托，批评地指导布托推翻了曾经由美国支持的軍政府。1977年他因肺癌去世。